# Mouvement radical
Das Mouvement radical (social libéral) (kurz MRSL; deutsch „Radikale Bewegung – sozial-liberal“) war eine liberale Kleinpartei der politischen Mitte in Frankreich, die von 2017 bis 2021 bestand.
Es entstand im Dezember 2017 als Fusion der Parti radical valoisien (PRad) und der Parti radical de gauche (PRG), die beide in der Tradition der historischen Parti républicain, radical et radical-socialiste standen. Die meisten Mitglieder der PRG verließen die gemeinsame Partei jedoch im Februar/März 2019 wieder und kehrten zu ihrer früheren Partei zurück. Das MRSL arbeitete eng mit der Partei La République en marche (LREM) des Präsidenten Emmanuel Macron zusammen und war im Kabinett Castex vertreten. Auf europäischer Ebene gehörte es der Allianz der Liberalen und Demokraten für Europa (ALDE) an. Im September 2021 nahm es wieder den Namen Parti radical an.

## Hintergrund
Die Parti républicain, radical et radical-socialiste (kurz Parti radical; deutsch oft „Radikalsozialisten“ genannt) wurde 1901 als eine der ersten politischen Parteien im modernen Sinne in Frankreich gegründet. Ihre Ideologie, der radicalisme, ist mit dem Linksliberalismus oder Freisinn im deutschsprachigen Raum zu vergleichen. Während der Dritten Französischen Republik spielte sie eine wichtige Rolle. Ihre Bedeutung schwand jedoch im Verlauf der Vierten Republik (nach 1945) und erst recht nach Gründung der Fünften Republik 1958. Die Parti radical spaltete sich 1972 in einen linken und einen rechten Flügel: Die Parti radical de gauche war in den folgenden Jahrzehnten engster Partner der Parti socialiste; während die Parti radical valoisien im Bündnis mit den bürgerlichen Parteien (UDF, später UMP und schließlich UDI) stand.
Die Präsidentschaftswahl und die Parlamentswahl 2017 brachten einen tiefgreifenden Umbruch im französischen Parteiensystem: Die aus der UMP hervorgegangenen konservativen Républicains und noch mehr die Sozialisten verloren massiv an Bedeutung; während die rechtsextreme Front national, die neue Mitte-Partei La République en Marche des Präsidenten Macron und die linke Bewegung La France insoumise aufstiegen.

## Geschichte
Vor diesem Hintergrund näherten sich die beiden Parteien der „radikalen“ Traditionslinie nach 45 Jahren der Trennung wieder an. Eine führende Rolle spielten dabei die beiden Ehrenvorsitzenden Jean-Michel Baylet (PRG) und André Rossinot (PRad). Die Parteien fusionierten schließlich am 9. Dezember 2017 zum Mouvement radical, das im Untertitel die Bezeichnung „social libéral“ trug. In beiden Vorgängerparteien gab es jedoch auch Gegner der Fusion. Ein Teil der Valoisiens gründete die Vereinigung „Génération 1901“ (eine Bezugnahme auf das Gründungsdatum der historischen Radikalen Partei), die in der UDI verblieb; während eine Gruppe von PRG-Mitgliedern die Splitterpartei „Les Radicaux de gauche“ gründete.
Die vereinte Partei wurde zunächst von den beiden Vorsitzenden der Vorgängerparteien, Laurent Hénart (PRad) und Sylvia Pinel (PRG), als Doppelspitze geführt. Im Kabinett Philippe II war das Mouvement mit Annick Girardin als Ministerin für die Überseegebiete und Jacques Mézard als Minister für Landesentwicklung vertreten (Mézard schied im Oktober 2018 aus der Regierung aus). Im November 2018 wurde das MRSL als Vollmitglied in den europäischen Zusammenschluss liberaler Parteien, ALDE, aufgenommen.

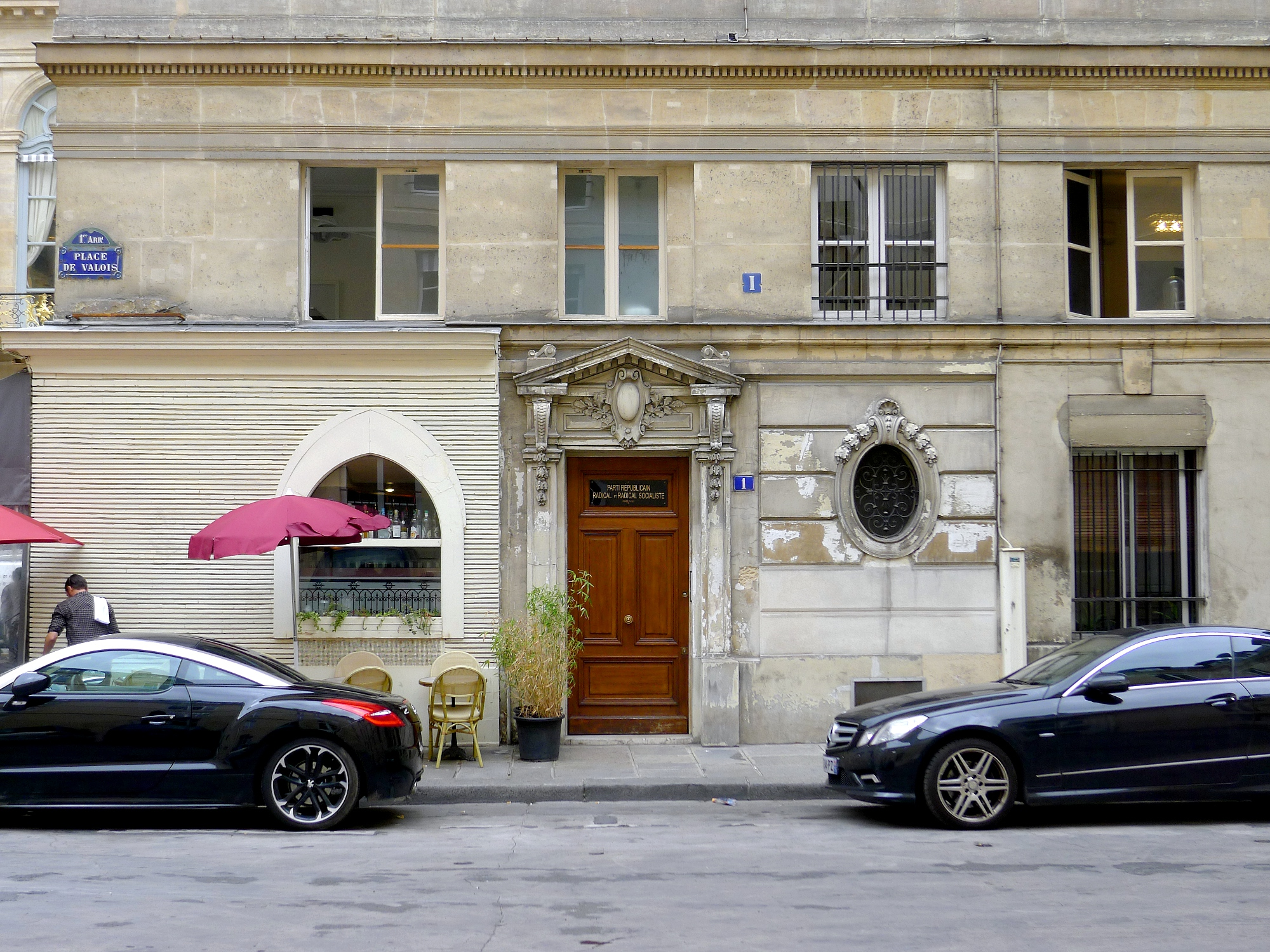
Parteizentrale in der n° 1, Place de Valois

Für eine Übergangszeit bis Anfang 2019 bestanden noch die innerparteilichen Strukturen der beiden Vorgängerparteien fort. Am Ende dieser Phase beschloss die Mehrheit der PRG-Mitglieder, darunter auch die Ko-Vorsitzende Sylvia Pinel, im Februar 2019 die gemeinsame Partei wieder zu verlassen und die PRG als separate Partei wiederherzustellen. Wichtigster Streitpunkt war die enge Zusammenarbeit des MRSL mit der Präsidentenpartei La République en marche, die sich aus Sicht der früheren Valoisiens und dem Ko-Vorsitzenden Laurent Hénart auch in einer gemeinsamen Liste („Renaissance“) zur Europawahl 2019 spiegeln sollte. Das ging dem linken Flügel jedoch zu weit. Dieser besann sich stattdessen auf seine Zugehörigkeit zum Mitte-links-Lager und trat gemeinsam mit den Sozialisten und der neuen Partei Place publique von Raphaël Glucksmann zur Europawahl an.
Laurent Hénart war seither alleiniger Parteivorsitzender des Mouvement radical. Die Ministerin Annick Girardin verblieb, obwohl sie ehemaliges PRG-Mitglied ist, beim MRSL. Somit war das MRSL weiterhin in der Regierung vertreten, während die PRG in die Opposition ging. Seit der Kabinettsumbildung im Juli 2020 ist Girardin Ministerin für das Meer im Kabinett Castex.
Die Abgeordneten des MRSL in der Nationalversammlung gehörten der Fraktion Libertés et territoires an, zu der auch Vertreter von Les Centristes und anderer Kleinparteien gehören. Die Senatoren des MRSL schlossen sich der Fraktion Rassemblement démocratique et social européen (RDSE) an. Das Mouvement radical übernahm die ehemalige Parteizentrale der Parti radical in einem historischen Gebäude am Place de Valois im Pariser 1. Arrondissement.
Im September 2021 kündigte Laurent Hénart die Auflösung des Mouvement radical und die Rückkehr zum Namen Parti radical anlässlich des 120. Gründungsjubiläums der historischen Partei Ende des Jahres an.